# Mihály Zsofinyecz
Mihály Zsofinyecz (* 20. Februar 1906 in Kispest, Komitat Pest-Pilis-Solt-Kiskun; † 30. April 1986 in Budapest) war ein Politiker in der Volksrepublik Ungarn, der zwischen 1949 und 1954 mehrere Ministerposten bekleidete und von 1950 bis 1951 erst Kandidat sowie daraufhin zwischen 1951 und 1954 Mitglied des Politbüros des Zentralkomitees der Partei der Ungarischen Werktätigen MDP (Magyar Dolgozók Pártja) war.

## Leben

### Berufsausbildung, Gewerkschaftsfunktionär und Zweiter Weltkrieg
Mihály Zsofinyecz, einer von neun Söhnen des Tagelöhners Mihály Zsofinyecz und dessen Ehefrau Józsa Mayercsák, schloss nach dem Besuch der Grundschule 1922 eine Berufsausbildung zum Kesselschmied ab. Danach absolvierte er von 1922 bis 1925 eine weitere Berufsausbildung zum Eisengießer ab und war danach als Eisengießer in der Hofherr-Schrantz-Fabrik in Kispest tätig. 1925 wurde er Mitglied des Zentralverbandes der Ungarischen Eisen- und Metallarbeiter MVFKS (Magyarországi Vas- és Fémmunkások Központi Szövetsége). Nach seiner Entlassung arbeitete er von 1925 bis 1927 in der Eisengießerei des ungarischen Siemens-Schuckertwerkes in Kispest und engagierte sich in der Zeit auch im Betriebsrat. Nach seiner erneuten Entlassung war er zwischen 1927 und 1934 in kleineren Fabriken in Budapest beschäftigt, ehe er 1934 zur Hofherr-Schrantz-Fabrik zurückkehrte. Er arbeitete von 1934 bis 1944 als Eisengießer in der Stahlgießerei und engagierte sich dort zudem zwischen 1939 und 1944 als Gewerkschaftsfunktionär. Er trat zudem 1930 der Sozialdemokratischen Partei Ungarns MSZDP (Magyarországi Szociáldemokrata Párt) als Mitglied bei. Nach der deutschen Besetzung des Ungarns im Zuge der Operation Margarethe am 19. März 1944 wurde er in die Illegalität gezwungen.
Nach dem Zweiten Weltkrieg wurde Zsofinyecz 1945 Mitglied der Ungarischen Kommunistischen Partei (MKP) und war daraufhin erst Vorsitzender des Betriebsrats der Hofherr-Schrantz-Werke sowie dann Arbeitsdirektor der als nationaler Gesellschaft mit beschränkter Haftung (NVKF) sanierten Traktorenfabrik Hofherr-Schrantz, deren Generaldirektor er zwischen März 1948 und dem 11. Juni 1949 war. In dieser Zeit absolvierte er zudem zwischen 1947 und 1949 ein Studium an der Wirtschafts- und Technischen Akademie, der heutigen Technischen und Wirtschaftswissenschaftlichen Universität Budapest BME (Budapesti Műszaki és Gazdaságtudományi Egyetem).

### Abgeordneter und Minister
Bei der Parlamentswahl am 15. Mai 1949 wurde er für die Partei der Ungarischen Werktätigen MDP (Magyar Dolgozók Pártja) auf der Liste des Großraums Budapest erstmals zum Mitglied des Parlaments gewählt und vertrat nach seiner Wiederwahl bei der Parlamentswahl am 17. Mai 1953 bis zum 16. November 1958 die Liste für das Komitat Borsod-Abaúj-Zemplén.
Am 11. Juni 1949 übernahm Mihály Zsofinyecz im Kabinett Dobi den Posten als Minister für Schwerindustrie (Nehézipari miniszter) und hatte diesen bis zum 16. Dezember 1950 inne. Im Zuge einer Kabinettsumbildung bekleidete er im Anschluss zwischen dem 16. Dezember 1950 und dem 5. Januar 1952 das Amt als Minister für Hütten- und Maschinenindustrie (Kohó- és gépipari miniszter). Er gehörte zudem von 1949 und 1952 dem Nationalen Wirtschaftsrat (Népgazdasági Tanács) sowie zwischen dem 31. Mai 1950 und dem 31. Oktober 1956 dem Zentralkomitee (ZK) der MDP als Mitglied an. Am 31. Mai 1950 wurde er des Weiteren Kandidat des Politbüros des ZK der MDP und hatte diese Funktion bis zum 2. März 1951 inne. Auf dem II. Parteikongress der MDP wurde er am 2. März 1951 zum Mitglied des Politbüros gewählt und gehörte diesem obersten Führungsgremium der Partei nach seiner Bestätigung auf dem ZK-Plenum vom 28. Juni 1953 bis zum 30. Mai 1954 an.
Im Rahmen einer neuerlichen Kabinettsumbildung wurde er im Kabinett Dobi am 5. Januar 1952 Minister für mittlere Maschinenindustrie (Középgépipari miniszter) und bekleidete dieses Amt vom 14. August 1952 bis zum 4. Juli 1953 auch im darauf folgenden Kabinett Rákosi. Im Kabinett Rákosi fungierte er zudem zwischen dem 6. Dezember 1952 und dem 4. Juli 1953 als kommissarischer Minister für Metallurgie ( Kohászati Minisztér). Im danach gebildeten Kabinett Imre Nagy I war er vom 4. Juli 1953 bis zum 9. Oktober 1954 erneut Minister für Hütten- und Maschinenindustrie.
1954 verlor Zsofinyecz seine führenden Partei- und Regierungsämter und war zwischen dem 27. Oktober 1954 und Oktober 1956 nur noch stellvertretender Minister für Hütten- und Maschinenindustrie sowie zugleich in Personalunion Generaldirektor der Eisen- und Metallhütte „Mátyás Rákosi“ in Csepel, dem XXI. Budapester Bezirk. Nach der Niederschlagung des Volksaufstandes (23. Oktober bis 4. November 1956) wurde er im November 1956 Mitglied der Ungarischen Sozialistischen Arbeiterpartei MSZMP (Magyar Szocialista Munkáspárt) und wirkte aktiv an der Auflösung des Csepeler Arbeiterrates mit. Danach war er zwischen März 1957 und seiner Abberufung aus gesundheitlichen Gründen am 10. Februar 1962 erneut stellvertretender Minister für Hütten- und Maschinenindustrie. Zugleich war er von 1957 bis 1975 Mitglied der Zentralleitung der Gewerkschaft der Arbeiter der Eisen-, Metall- und Elektrizitätsindustrie (Vas-, Fém- és Villamosenergia-ipari Dolgozók Szövetsége). Er lebte und arbeitete in Budapest, starb in der Hauptstadt und wurde am 7. Mai 1986 im Pantheon der Arbeiterbewegung (Munkásmozgalmi Panteon) auf dem Friedhof in der Mező-Imre-Straße beigesetzt. Bei der Trauerfeier vertrat der damalige Industrieminister László Kapolyi die Regierung.

## Auszeichnungen
Mihály Zsofinyecz wurde für seine langjährigen Verdienste mehrfach geehrt. Zu seinen Auszeichnungen gehören: der Verdienstorden der Ungarischen Republik (Magyar Köztársasági Érdemrend, Silber, 1947), der Verdienstorden für die ungarische Freiheit (Magyar Szabadság Érdemrend, 1948), der Verdienstorden der Ungarischen Volksrepublik (Magyar Népköztársasági Érdemrend, 1950), der Verdienstorden des Roten Banners der Arbeit (Munka Vörös Zászló érdemrendje, 1956), der Orden der Verdienst für das sozialistische Vaterland (Szocialista Hazáért Érdemrend, 1967), die Befreiungsjubiläums-Gedenkmedaille (Felszabadulási Jubileumi Emlékérem, 1970), den Arbeitsverdienstorden (Munka Érdemrend, Gold, 1970) sowie zuletzt den Verdienstorden 4. April (Április 4. Érdemrend, 1986).

## Hintergrundliteratur
- Prominent Hungarians. Home and Abroad, 1973, ISBN 978-0-9503036-0-4, S. 468
- András Nirő: Segédkönyv a Politikai Bizottság tanulmányozásához, Budapest 1989
- József Bölöny: Magyarország kormányai. 1848–2004, 5. erweiterte und überarbeitete Auflage, Budapest 2004
- László Borhi: Hungary in the Cold War, 1945–1956. Between the United States and the Soviet Union, 2004, ISBN 978-615-5053-94-8
- Mark Pittaway: The Workers’ State. Industrial Labor and the Making of Socialist Hungary, 1944–1958, 2012, ISBN 978-0-8229-7812-1 (Onlineversion (Auszug))
- György Majtényi: Luxury and the Ruling Elite in Socialist Hungary. Villas, Hunts, and Soccer Games, 2021, ISBN 978-0-253-05593-4, S. 283 f. (Onlineversion (Auszug))
- Tibor Huszár: Kádár 1, 2010, ISBN 978-963-09-6387-9 (Onlineversion (Auszug))
- Tibor Huszár: Kádár 2, 2010, ISBN 978-963-09-6548-4 (Onlineversion (Auszug))

## Weblink
- Zsofinyecz Mihály. In: nevpont.hu. Abgerufen am 28. Februar 2023 (ungarisch).